# Carlos Esquivel
Carlos Esquivel Silva (* 10. April 1982 in Tlalpujahua, Michoacán) ist ein mexikanischer Fußballspieler auf der Position eines Stürmers.

## Laufbahn

### Verein
Esquivel stand während seiner gesamten Profikarriere beim Deportivo Toluca FC unter Vertrag, mit dem er dreimal die mexikanische Fußballmeisterschaft gewann. Lediglich in der Clausura 2008 spielte Esquivel auf Leihbasis für eine Halbsaison bei den UANL Tigres. Bevor er zu Beginn der Saison 2005/06 in die erste Mannschaft der Diablos Rojos aufstieg, absolvierte er zwei Spielzeiten für das Farmteam Atlético Mexiquense in der zweiten Liga.

### Nationalmannschaft
Seinen ersten Länderspieleinsatz für die mexikanische Fußballnationalmannschaft bestritt Esquivel am 24. September 2008 in einem Testspiel gegen Chile, das 0:1 verloren wurde.
In den Jahren 2009 und 2015 gehörte er zum erfolgreichen Kader der mexikanischen Nationalmannschaft, die in diesen beiden Turnieren den CONCACAF Gold Cup gewann.

## Erfolge

### Verein
- Mexikanischer Meister: Apertura 2005, Apertura 2008, Bicentenario 2010

### Nationalmannschaft
- CONCACAF-Gold-Cup-Sieger: 2009, 2015